# El Programa
El Programa fue un periódico editado en Madrid entre 1868 y 1869, durante los comienzos del Sexenio Democrático.

## Historia
El periódico llevaba el subtítulo «Diario democrático de la tarde» y estaba editado en Madrid. El prospecto, que llevaba la fecha del 20 de diciembre de 1868, constaba de dos páginas de 0,456 x 0,320 m y anunciaba una publicación de carácter diario, con cuatro páginas de iguales dimensiones que el prospecto. Sin embargo el 29 de enero de 1869 ya había cesado su publicación. Dirigido por Manuel Gómez Marín, entre sus redactores se contaron nombres como los de Rafael Coronel y Ortiz, Nicolás Díaz de Benjumea, Francisco Rivero y Francisco Rodríguez García.